# Cơ quan chuyển tiếp Liên Hợp Quốc tại Campuchia
Cơ quan chuyển tiếp Liên Hợp Quốc tại Campuchia (gọi tắt là UNTAC) là lực lượng gìn giữ hòa bình Liên Hiệp Quốc ở Campuchia từ năm 1992–1993. Đây cũng là dịp đầu tiên Liên Hợp Quốc đảm nhận việc quản lý một quốc gia độc lập, tổ chức và điều hành một cuộc bầu cử (trái ngược với chức năng kiểm tra hoặc giám sát), có đài phát thanh và nhà tù riêng và chịu trách nhiệm cho việc thúc đẩy và bảo vệ nhân quyền ở cấp độ quốc gia.

## Lịch sử
UNTAC được thành lập vào tháng 2 năm 1992 theo Nghị quyết 745 của Hội đồng Bảo an Liên Hiệp Quốc trong thỏa thuận với Nhà nước Campuchia, chính phủ trên thực tế của đất nước vào thời điểm đó, để thi hành Hiệp định Hòa bình Paris tháng 10 năm 1991. UNTAC là sản phẩm của hoạt động ngoại giao khốc liệt qua nhiều năm. Trưởng phái bộ là Akashi Yasushi (Nhật Bản), Tư lệnh lực lượng là Trung tướng John Sanderson (Úc), và Cảnh sát trưởng là Chuẩn tướng Klaas Roos (Hà Lan), UNTAC gồm khoảng 15.900 quân nhân, 3.400 cảnh sát dân sự, 2.000 thường dân và 450 tình nguyện viên Liên Hợp Quốc, cũng như nhân viên và thông dịch viên được tuyển dụng tại địa phương. Trong kỳ bầu cử, hơn 50.000 người Campuchia từng là nhân viên bầu cử và khoảng 900 quan chức thuộc cơ quan bỏ phiếu quốc tế đã được chính phủ giúp đỡ. Toàn bộ chi phí hoạt động lên tới hơn 1,6 tỷ USD, phần lớn là lương trả cho người nước ngoài. Có 45 quốc gia tham gia vào việc cung cấp quan sát viên quân đội, cảnh sát, hoặc quân nhân gồm: Algérie, Argentina, Úc, Áo, Bangladesh, Bỉ, Brunei, Bulgaria, Cameroon, Canada, Chile, Trung Quốc, Colombia, Ai Cập, Fiji, Pháp, Đức, Ghana, Hungary, Ấn Độ, Indonesia, Ireland, Ý, Nhật Bản, Jordan, Kenya, Malaysia, Maroc, Namibia, Nepal, Hà Lan, New Zealand, Nigeria, Na Uy, Pakistan, Philippines, Ba Lan, Nga, Senegal, Thụy Điển, Thái Lan, Tunisia, Anh Quốc, Hoa Kỳ và Uruguay. Lực lượng này đánh dấu lần đầu tiên kể từ Thế chiến thứ hai Nhật Bản đã đem quân đến nước khác.

### Mục tiêu
Mục tiêu của UNTAC nhằm vãn hồi hòa bình và chính quyền dân sự ở một đất nước bị hủy hoại bởi hàng chục năm nội chiến đẫm máu và những mưu đồ đen tối trong chiến tranh Lạnh, tổ chức các cuộc bầu cử tự do và công bằng dẫn đến bản hiến pháp mới và "khởi động" quá trình khôi phục đất nước. Đó là thực hiện "giám sát" hoặc "giám sát hay kiểm soát" đối với tất cả các khía cạnh của chính phủ, bao gồm ngoại giao, quốc phòng, tài chính, an ninh trật tự và thông tin, giám sát, theo dõi và xác minh việc rút quân và hồi hương của lực lượng quân sự nước ngoài; đóng quân, giải giáp và giải thể các phe phái của Campuchia, tịch thu kho vũ khí và trang thiết bị quân sự, thúc đẩy và bảo vệ nhân quyền, giám sát an ninh quân sự và duy trì luật pháp, trật tự, hồi hương và tái định cư người tị nạn và di dời, hỗ trợ rà phá bom mìn và thiết lập việc đào tạo các chương trình rà phá bom mìn và nâng cao nhận thức về bom mìn, phục hồi cơ sở hạ tầng thiết yếu và hỗ trợ tái thiết và phát triển kinh tế.
Một mục tiêu quan trọng nữa là vụ xử án các nhà lãnh đạo cấp cao của Khmer Đỏ. Quá trình này được bắt đầu khi UNTAC phê chuẩn một thỏa thuận giữa Quốc hội Campuchia với Liên Hợp Quốc vào ngày 4 tháng 10 năm 2004 về việc thành lập một tòa án để xét xử các nhà lãnh đạo cấp cao chịu trách nhiệm về hành động tàn bạo của Khmer Đỏ. Các quốc gia tài trợ đã cam kết số tiền đóng góp của quốc tế khoảng 43 triệu USD dành cho ngân sách tòa án kéo dài ba năm, trong khi phần ngân sách của chính phủ Campuchia là 13,3 triệu USD. Những buổi xử án đầu tiên của các nhà lãnh đạo cấp cao Khmer Đỏ chỉ diễn ra vào năm 2007, khi nhiều người trong số họ chết dần chết mòn hoặc bị bệnh tật dày vò.

### Giải trừ quân bị
Bất chấp niềm kiêu hãnh của UNTAC về sự hữu dụng của nó và được cộng đồng quốc tế xem như thành công, UNTAC đã thất bại trong việc giải giáp Khmer Đỏ, trong khi vẫn đạt hiệu quả giải giáp lực lượng dân quân địa phương của SOC. Sự thiên vị này cho phép Khmer Đỏ đạt được những lợi ích về mặt lãnh thổ và gia tăng các vụ bạo lực chính trị. Giới lãnh đạo quân đội Nhà nước Campuchia đã tức giận, tuyên bố rằng UNTAC cực kỳ quyết liệt với việc giải trừ CPAF, nhưng lại quá nhân từ và vô hiệu khi giải trừ Khmer Đỏ.

### Bầu cử năm 1993
Hơn 4 triệu người Campuchia (khoảng 90% số cử tri đủ tiêu chuẩn tham dự) đã tham gia cuộc bầu cử vào tháng 5 năm 1993, mặc dù lực lượng của Khmer Đỏ hoặc Đảng Campuchia Dân chủ (PDK) chưa bao giờ thực sự giải giáp hay giải ngũ, đã ngăn cấm một số người tham gia. Đảng FUNCINPEC của Hoàng thân Ranariddh là người có số phiếu bầu cao nhất với 45,5% phiếu bầu, tiếp đó là Đảng Nhân dân Campuchia của Hun Sen và Đảng Dân chủ Tự do Phật giáo. FUNCINPEC sau đó đã liên minh với các đảng khác từng tham gia vào cuộc bầu cử này. Các đảng đại diện trong Quốc hội gồm 120 thành viên đã tiến hành soạn thảo và thông qua một bản hiến pháp mới, được ban hành ngày 24 tháng 9 năm 1993. Bản hiến pháp này đã thiết lập một nền dân chủ tự do đa đảng trong khuôn khổ của một chế độ quân chủ lập hiến, với cựu hoàng Sihanouk được bầu làm Vua. Hoàng thân Ranariddh và Hun Sen trở thành Thủ tướng thứ nhất và thứ hai trong Chính phủ Hoàng gia Campuchia (RGC). Hiến pháp quy định một phạm vi rộng về nhân quyền đã được quốc tế thừa nhận.

## Ảnh hưởng từ sự hiện diện của UNTAC
Quốc vương Norodom Sihanouk đã đưa ra nhiều điều giới hạn về hoạt động của UNTAC, vì sự hiện diện của quân đội nước ngoài dễ dẫn đến việc lạm dụng tình dục một số phụ nữ Campuchia, thúc đẩy mại dâm và sự lây lan AIDS, khiến Campuchia trở thành một trong những nước chịu ảnh hưởng tồi tệ nhất ở châu Á bởi AIDS. Số lượng gái mại dâm ở Campuchia tăng từ 6.000 năm 1991, lên tới trên 20.000 sau khi nhân viên của UNTAC đặt chân đến nước này vào năm 1992. Đến năm 1995 có khoảng 50.000 đến 90.000 người Campuchia bị ảnh hưởng bởi AIDS theo ước tính của WHO.

## Số liệu thống kê
- Thời hạn: Tháng 3 năm 1992 – Tháng 9 năm 1993
- Quân số: Khoảng 22.000 nhân viên quân sự và dân sự
- Tổn hại: 78 người chết (4 quan sát viên quân sự, 41 nhân viên quân sự khác, 14 cảnh sát dân sự, 5 nhân viên dân sự quốc tế và 14 nhân viên địa phương)
- Chi phí: 1,62 tỷ USD (UNAMIC và UNTAC kết hợp)[15]